# Ironwood
Ironwood é uma cidade localizada no estado americano de Michigan, no Condado de Gogebic.

## Demografia
Segundo o censo americano de 2000, a sua população era de 6293 habitantes.
Em 2006, foi estimada uma população de 5590, um decréscimo de 703 (-11.2%).

## Geografia
De acordo com o United States Census Bureau tem uma área de
17,0 km², dos quais 17,0 km² cobertos por terra e 0,0 km² cobertos por água. Ironwood localiza-se a aproximadamente 509 m acima do nível do mar.

## Localidades na vizinhança
O diagrama seguinte representa as localidades num raio de 36 km ao redor de Ironwood.